# Комітет Верховної Ради України з питань здоров'я нації, медичної допомоги та медичного страхування
Комітет Верховної Ради України з питань здоров’я нації, медичної допомоги та медичного страхування — утворений 29 серпня 2019 у Верховній Раді України IX скликання. У складі комітету 15 депутатів, голова Комітету — Радуцький Михайло Борисович.

## Склад
У складі комітету:
1. Радуцький Михайло Борисович — голова Комітету
2. Дубіль Валерій Олександрович — перший заступник голови Комітету, голова підкомітету з питань технічного регулювання та стандартизації у сфері охорони здоров'я
3. Дмитрієва Оксана Олександрівна — заступник голови Комітету, голова підкомітету з питань сучасних медичних технологій та розвитку трансплантології
4. Макаренко Михайло Васильович — заступник голови Комітету, голова підкомітету з питань оздоровлення та охорони материнства і дитинства
5. Дубнов Артем Васильович — заступник голови Комітету
6. Зінкевич Яна Вадимівна — секретар Комітету, голова підкомітету з питань військової медицини
7. Довгий Олесь Станіславович — голова підкомітету з питань медичного страхування
8. Перебийніс Максим Вікторович — голова підкомітету з питань охорони здоров'я
9. Кузьміних Сергій Володимирович — голова підкомітету з питань фармації та фармацевтичної діяльності
10. Булах Лада Валентинівна — голова підкомітету з питань забезпечення епідемічної безпеки, боротьби із ВІЛ/СНІД та соціально небезпечними захворюваннями
11. Дубневич Ярослав Васильович — голова підкомітету з питань медичної техніки та медичного транспорту
12. Зуб Валерій Олексійович — голова підкомітету з питань профілактики та боротьби з онкологічними захворюваннями
13. Вагнєр Вікторія Олександрівна — член Комітету
14. Заславський Юрій Іванович — член Комітету
15. Стефанишина Ольга Анатоліївна — член Комітету

## Предмет відання
Предметом відання Комітету є:
- законодавство про охорону здоров'я, у тому числі про медичну допомогу, лікувальну діяльність, лікарські засоби, медичні вироби, фармацію та фармацевтичну діяльність;
- державна політика у сферах боротьби із соціально небезпечними захворюваннями (СНІД, туберкульоз, наркоманія тощо), інфекційного контролю та епідемічної безпеки;
- сучасні медичні технології та медична техніка;
- розвиток трансплантології в Україні;
- добровільне медичне страхування;
- правове регулювання обов'язкового державного медичного страхування;
- санаторно-курортне оздоровлення;
- охорона материнства та дитинства, репродуктивне здоров'я населення;
- військова медицина.